# Lovelady
Lovelady é uma cidade localizada no estado norte-americano de Texas, no Condado de Houston.

## Demografia
Segundo o censo norte-americano de 2000, a sua população era de 608 habitantes.
Em 2006, foi estimada uma população de 607, um decréscimo de 1 (-0.2%).

## Geografia
De acordo com o United States Census Bureau tem uma área de
2,9 km², dos quais 2,9 km² cobertos por terra e 0,0 km² cobertos por água.

## Localidades na vizinhança
O diagrama seguinte representa as localidades num raio de 32 km ao redor de Lovelady.